# 스리하리
스리하리(Srihari, 1964년 8월 15일 ~ 2013년 10월 9일)는 인도의 배우이다.
하이데라바드에서 태어났으며 뭄바이에서 사망하였다.

## 영화
- R...라즈쿠마르 (2013년)
- 자바다스 (2013년)
- 브로커 (2010년)
- 마가디라 (2009년)
- 드히 (2007년) - 쉔카 고드 역